# Dialeurolonga eugeniae
Dialeurolonga eugeniae là một loài côn trùng cánh nửa trong họ Aleyrodidae, phân họ Aleyrodinae.
Dialeurolonga eugeniae được Takahashi miêu tả khoa học đầu tiên năm 1951.